# Huta (powiat wieruszowski)
Huta – wieś w Polsce położona w województwie łódzkim, w powiecie wieruszowskim, w gminie Lututów. Nazwa wsi pochodzi od nieistniejącej już huty szkła.
W latach 1975–1998 miejscowość należała administracyjnie do województwa sieradzkiego.